# أسماك ناعمة الفكوك
أسماك ناعمة الفكوك (الاسم العلمي Leiognathidae)، فصيلة أسماك صغيرة من الفرخيات. موائلها الطبيعية المياه المائله للملوحة في المحيط الهندي وغرب المحيط الهادي.